# 東京富士大学
東京富士大学（とうきょうふじだいがく、英語: Tokyo Fuji University）は、東京都新宿区下落合1-7-7に本部を置く日本の私立大学。1943年創立、2002年大学設置。

## 沿革
- 1943年5月 東亜学院として高田勇道が創立
- 1944年
  - 3月 各種学校設置認可
  - 4月 大東亜学院へ校名変更
- 1945年10月 大東学院へ校名変更
- 1946年4月 大世学院へ校名変更
- 1947年12月
  - 財団法人大世学院設置認可
  - 高田勇道が初代理事長就任
- 1951年
  - 3月
  - 学校法人富士短期大学設置認可
  - 高田勇道が初代理事長就任
  - 富士短期大学設置認可
- 2001年12月
  - 法人名を学校法人東京富士大学に変更
  - 東京富士大学経営学部ビジネス学科設置認可
- 2002年4月
  - 東京富士大学設立、経営学部ビジネス学科設置
  - 富士短期大学を東京富士大学短期大学部へ改組
- 2008年4月
  - 大学院経営学研究科（修士課程）開設
  - 経営学部ビジネス学科を経営学部経営学科へ名称変更
  - 短期大学部経営学科を短期大学部ビジネス学科へ名称変更
  - 経営学部にビジネス心理学科新設
- 2012年4月
  - 東京富士大学経営学部経営学科昼夜開講制のうち夜間主コース廃止
- 2013年4月
  - 経営学部にイベントプロデュース学科新設
  - 経営学部ビジネス心理学科を経営学部経営心理学科へ名称変更
  - 短期大学部募集停止
- 2017年4月
  - 経営学科と経営心理学科を統合して「経営学科」設立

## 学部・学科
- 経営学部
  - 経営学科
    - 経営コース
    - 経済・法コース
    - 会計コース
    - 経営心理コース
    - マーケティングコース

  - イベントプロデュース学科

## 大学院
- 経営学研究科（修士課程）経営学専攻

## 建学の精神
- 大愛の涵養に努むること
- 正義の顕揚を図ること
- 文化の向上に資すること

創立者の高田勇道による教育方針「教育とは学生に生命を与えていくことである」を本館1Fの石碑に記す。

## 学風および特色
- インターンシップ、資格取得、ボランティア活動を単位認定する制度がある。
- 高田奨学生やTFUスカラシップ制度などの特待生奨学金制度がある。

## サークル・部活動
- 女子卓球部 - 世界選手権大会日本代表に18名、シドニーオリンピック代表に選手を輩出、西村卓二監督。
- 女子ソフトボール部 − 関東大学選手権大会で連続優勝。
- ビジネス研究塾 − 企業と提携でゲームビジネス、観光ビジネス、スポーツビジネス、芸能ビジネスなど

## 関係者
- 高田勇道 初代理事長
- 二上仁三郎 第2代理事長、初代学園長（就任順）
- 二上貞夫 第3代理事長、第2代学園長（就任順）
- 二上映子 第3代学園長、第4代理事長（就任順）
- 早坂忠博 初代学長
- 岡村一成 第2代学長
- 大トニー　中退

## 施設
本館、5 - 7号館、二上講堂、高田記念館、キャリア開発センター、図書館、学生相談室、国際交流センター、イベント社会工学研究所、学生会館、日高総合グラウンド

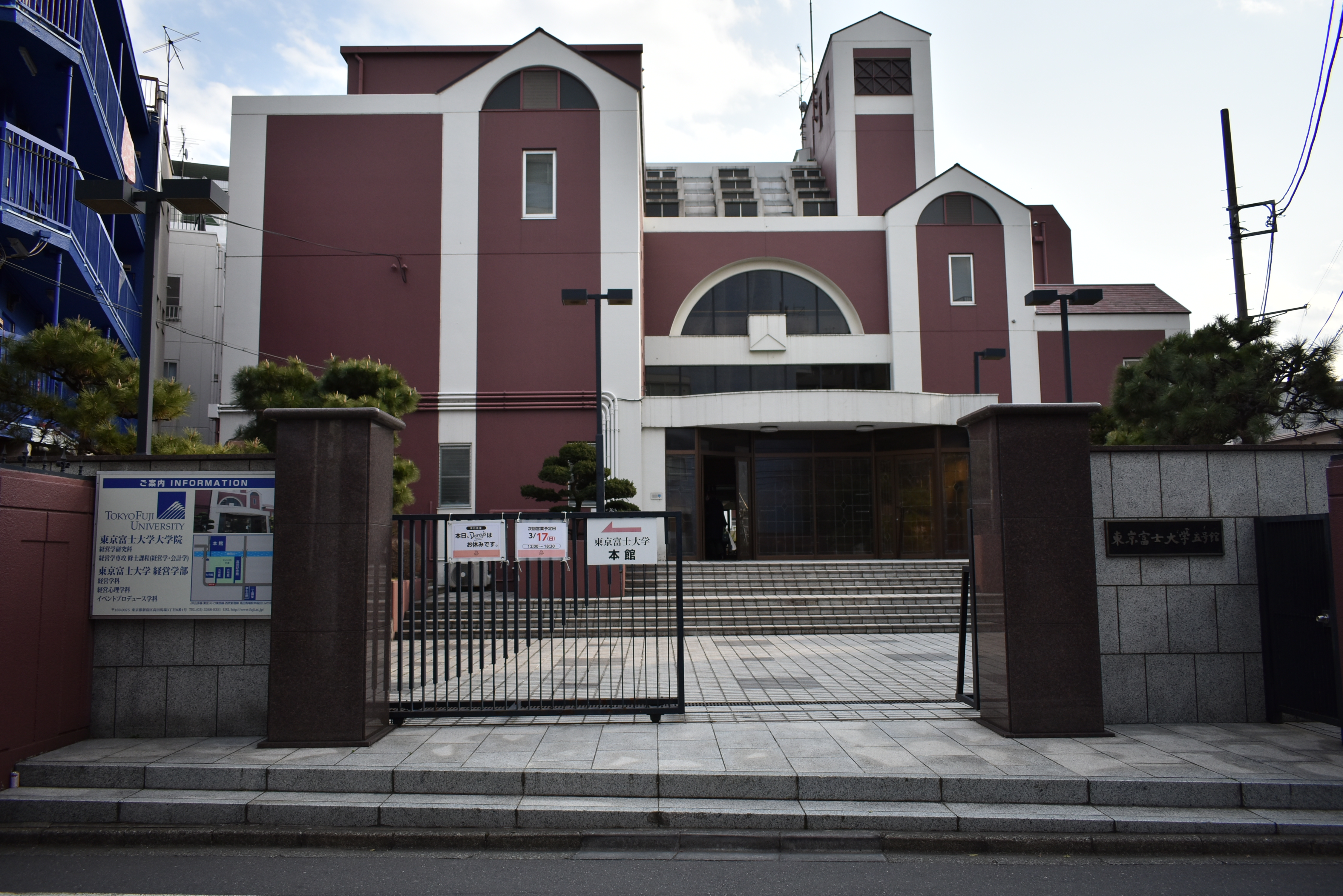
5号館（2019年3月12日撮影）
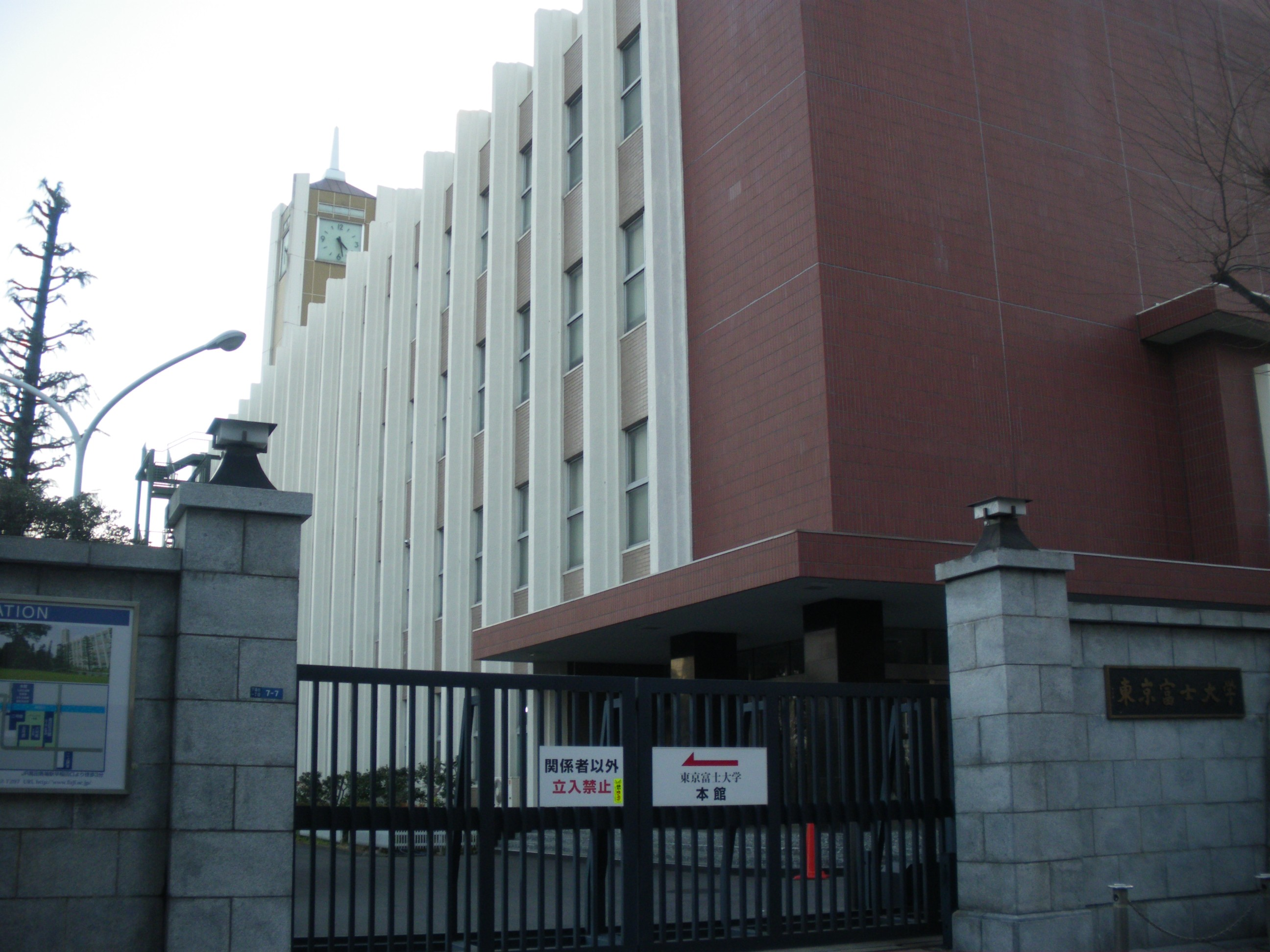
高田記念館

## その他
- 敷地は神田川を挟み下落合と高田馬場[1]に所在して建物により住所が異なるが、指定以外の郵便物はすべて下落合の住所に郵送される[2]。
- 一般外来者を受け入れる学生食堂「ら とうふ」は、経営、内装デザイン、食器類やメニュー選定、調理[3]などの全てに学生が参画[4][5]する。
- 2014年から東京オリンピック・パラリンピック競技大会組織委員会と連携協定を締結して「オリンピック学」と称した特別講座を開講する。
- テレビ番組「ザ!鉄腕!DASH!!」のコーナー「新宿DASH」[6]で、ベース基地として高田馬場校舎の屋上を提供する[7]。
- 岩手県の富士大学設立時に、理事長の二上仁三郎が同学校法人理事長を兼任する。現在は本学と関係を有さない。